# 金道榮
金道榮（： Kim Do-Young，2003年12月4日—），韓國男歌手，隸屬於YG娛樂，為男子團體組合TREASURE成員。2018年11月參加選秀節目《YG寶石盒》，2020年8月7日以團體TREASURE正式出道。

## 經歷

### 出道前
國小時進入Def Dance Skool舞蹈學院，與成員俊奎在同一個班。
2015年，進入YG成為練習生。
2017年，在JYP娛樂推出的出道生存節目《Stray Kids》中亮相，以YG練習生身分與JYP練習生對決。
2018年11月，參加YG選秀節目《YG寶石盒》，最終未能進入出道組。
2019年1月29日，YG娛樂宣布將再選出六人成為第二組《YG寶石盒》出身男團，道榮則於2月1日被公布為第三名成員。

### 出道後
2020年8月7日，以團體TREASURE正式出道。
2023年6月17日，YG娛樂公布道榮成為小分隊「T5」的第五位成員；6月28日，發表首張單曲《MOVE》。
在DGG問答中成員表示道榮擁有不一樣的反差魅力：在音樂節目等候室突然提議做伏地挺身、凌晨兩點突然練習聲樂、在拍攝海報時開嗓等。

## 影視作品

### Dance Performance
| 發佈日期      | 歌曲名稱                            | 歌手                 | 備註             |
| ------------- | ----------------------------------- | -------------------- | ---------------- |
| 2019年2月13日 | OKAY （页面存档备份，存于）         | Moneybagg Yo、Future | 與崔玹碩、蘇庭煥 |
| 2020年2月22日 | Babushka Boi （页面存档备份，存于） | A$AP Rocky           | 與崔玹碩         |
| 2020年4月13日 | God's Plan （页面存档备份，存于）   | Drake                | 與志焄、蘇庭煥   |